# Ältere Peron-Transgression
Die Ältere Peron-Transgression war ein ungewöhnlich warmer Klimaabschnitt des Holozäns, der mit einem erhöhten Meeresspiegel einherging. Die Transgression setzte im Atlantikum zwischen 5000 und 4900 v. Chr. ein und dauerte bis 4100 v. Chr.

## Definition

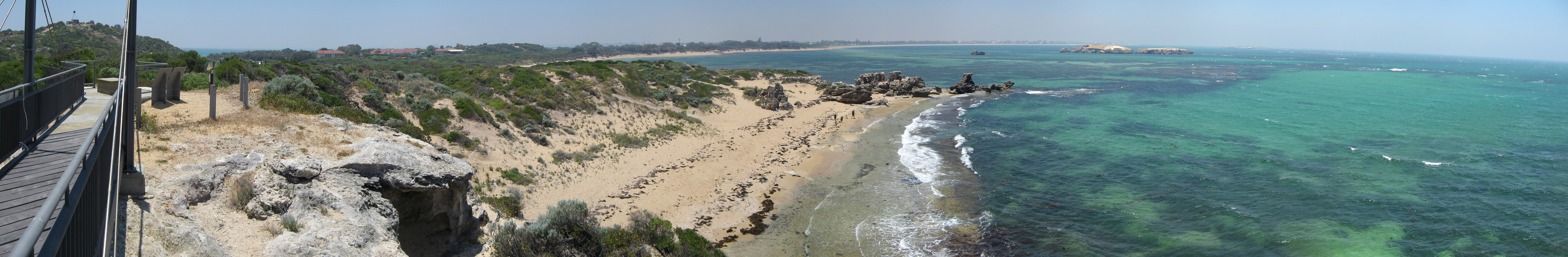
Panorama des Cape Peron

Die Ältere Peron-Transgression, auch als Älteres Peron-Ereignis bekannt, wurde 1961 von dem an Meeresspiegelschwankungen arbeitenden Rhodes W. Fairbridge definiert und nach dem Cape Peron in Westaustralien benannt. Am Kap befindet sich eine augenfällige Brandungsterrasse, die klimatologisch untersucht wurde.

## Beschreibung
Die Ältere Peron-Transgression war eine Zeitspanne mit generell mildem Klima, das vermehrtes Pflanzenwachstum sehr begünstigte. Die recht warmen Temperaturen bewirkten weltweit einen Rückzug der Gletscher und Eisschilde der Kryosphäre und somit ein Ansteigen des Meeresspiegels. Global war der Meeresspiegel sogar um 2,5 bis 4 Meter höher als der Durchschnittswert des 20. Jahrhunderts. Der erhöhte Meeresspiegel hielt sich für mehrere Jahrhunderte und hinterließ an mehreren Küsten typische Brandungsterrassen.
In der Borstenkiefern-Chronologie, die bis 6700 v. Chr. zurückreicht, fiel das beste Wachstumsjahr der Langlebigen Kiefer zu Beginn der Älteren Peron-Transgression ins Jahr 4850 v. Chr.
Die Ältere Peron-Transgression war die erste mehrerer Transgressionen während des mittleren Holozäns. Auf sie folgten die Jüngere Peron-Transgression, die Abrolhos-Transgression und die Rottnest-Transgression. Die Jüngere Peron-Transgression erfolgte im Zeitraum 4000 bis 3400 v. Chr. und erreichte einen Meeresspiegel, der 3 Meter über dem Niveau des 20. Jahrhunderts lag. Die Abrolhos-Transgression (Zeitraum 2600 bis 2100 v. Chr.) lag noch 1,5 Meter und die anschließende Rottnest-Transgression (Zeitraum 1600 bis 1000 v. Chr.) noch 1 Meter über NN.
Das milde Klima während der Älteren Peron-Transgression bzw. des Neolithischen Subpluvials wird gelegentlich mit dem Goldenen Zeitalter oder dem Garten Eden in Verbindung gebracht.